# Taistoísmo
Taistoísmo (taistolaisuus en finés) fue un nombre que se le dio a la tendencia ortodoxa prosoviética cuando el movimiento eurocomunista tuvo lugar en Finlandia entre los años 1970 y 1980. Los taistoístas fueron un grupo de oposición interior en el Partido Comunista de Finlandia, quienes debido a su líder Taisto Sinisalo han recibido el nombre. 
Su objetivo estaba centrado principalmente en establecer un régimen socialista en Finlandia. Particularmente, los dogmas del taistoísmo eran ideológicamente cercanos al neoestalinismo.
Dicho término fue inventado a principios de los años setenta por los periodistas del periódico Helsingin Sanomat. Los mismos partidarios nunca han hecho uso del término pues les parecía ofensivo, y dicho movimiento fue identificado así en su retórica, por ejemplo, como fuerzas basándose en la lucha de clases. Los partidarios a menudo eran conocidos por su inclinación hacia el estalinismo. Los luchadores más prominentes estuvieron presentes en el teatro, la música y en aparatos estudiantiles. La voz del movimiento estaba en Helsinki, donde salía el periódico izquierdista semanal llamado "Tiedonantaja".
Sus inicios fueron como un movimiento remoto, cuando se eligió un nuevo liderazgo para reformar al partido, así quienes mostraban su disconformidad comenzaron a criticar. La discusión en la época estuvo centrada tanto en cuestiones ideológicas como políticas. La oposición de la época no tardó en manifestarse, entre otras cosas, a las nuevas interpretaciones del marxismo-leninismo, la política de gobierno de su partido y la participación en soluciones de ingresos centralizados. Los partidarios mostraron su adhesión a la Unión Soviética y su Partido Comunista. Este movimiento continuó hasta que concretaron disolverse a mediados de la década de 1980, fundando y formando el Partido Comunista de Finlandia.

## Taistoistas célebres
- Taisto Sinisalo (1926-2002)
- Satu Hassi (1951-) Miembro del Parlamento Europeo (hoy en día por Liga Verde)